# スーパー・スター・デストロイヤー
スーパー・スター・デストロイヤー（Super Star Destroyer）は、アメリカのSF映画『スター・ウォーズシリーズ』に登場する、銀河帝国が所有する架空の宇宙戦艦の等級であり、スター・ドレッドノート(Star Dreadnought)とも呼ばれる。主に全長3,200m - 60,000mのものを指し、数種類が確認されている。

## 艦種

### アレジャンス級 (Allegiance-Class Super Star Destroyer)
インペリアル級を踏襲する形式のスーパー・スター・デストロイヤー。全長は3,200mと、スーパー・スター・デストロイヤーにしてはやや小柄であるが、エンジンや兵装の増載が為されており、十分な脅威とみなせる。この艦種は非正史（レジェンズ）でのみ存在が確認されている。
アレジャンス (Allegiance)
モン・カラマリの戦いでワールド・デヴァステータを護衛する宇宙艦隊の旗艦であったが、反乱同盟軍のインペリアル級スター・デストロイヤー「エマンシペーター」とウェッジ・アンティリーズ率いるローグ中隊の猛攻により撃沈される。

### エグゼクター級 (Executor-Class Super Star Destroyer)
エグゼクター級の全長は19,000m、乗員は数十万人にも及ぶ途方もなく巨大な船であり、1隻で1つの艦隊に相当する働きをすると評価されていた。
地上兵器であるAT-AT25台とAT-STを50台、組み立て式の臨時基地が3つ、38,000人の兵員を上陸させるための小型宇宙艦船も多数搭載可能であるため、地上戦になった場合でも十分対応することが可能である。ドッキング・ベイの構造は第2デス・スターのものと同じである。
以下に示す主な機体のうち「エグゼキューター」「ラヴェイジャー」以外は非正史（レジェンズ）でのみ存在が確認されている。
エグゼクター (Executor)
ヤヴィンの戦いの後に、パルパティーン皇帝から「死の小艦隊」を指揮するダース・ベイダーに下賜された。以後、『帝国の逆襲』におけるホスの戦いや『ジェダイの帰還』でのエンドアの戦いに旗艦として参戦したが、エンドアの戦いの終盤、艦橋に反乱同盟軍のAウィングの特攻を受けて、完全な制御不能状態に陥り、最終的に第2デス・スターの表面に垂直に墜落し、その爆発によってデス・スターと運命を共にした。
ラヴェイジャー(Ravager)
「ラヴェンジャー」とも、「帝国の助言者」ことガリアス·ラックス元帥の旗艦でエンドアの戦いの一年後に惑星ジャクーで勃発したジャクーの戦いに参戦した。『スター・ウォーズ/フォースの覚醒』では、ジャクーの地表に墜落した残骸が登場する。
ルサンキア (Lusankya)
1番艦エグゼクターの姉妹艦。両方とも別々の造船所で起工されたが、防諜のために、反乱軍に建造中の戦艦は2隻ではなく1隻である、と誤認させるべく、同時期に「エグゼクター」という名前で建造された。
完成後、一隻は劇中に登場し、もう一隻は「ルサンキア」と改名されてパルパティーン皇帝の緊急脱出用に惑星コルサントの地下に秘匿されることとなる。のちにこの船は、帝国軍情報部長官であるイセイン・アイサード（イザンヌ・アイザード）に与えられ、コルサントが新共和国軍に奪還された際にこれを利用して逃亡する。その後、タイフェラの戦いで新共和国のウェッジ・アンティリーズによって捕獲され、新共和国のに接収されると。
エンドアの戦いの25年後にユージャン・ヴォングの大型戦艦に正面衝突するという特攻作戦に使用され破壊される。
アイアン・フィスト (Iron Fist)
ズンジ大将軍の艦隊の旗艦である。この船は将軍の権威の象徴であり、恐怖によって世界を支配するための道具として使われたが、最後はダソミアの戦いで破壊される。
レイザー・キス (Razor's Kiss)
この船は銀河帝国のクワット・ドライブ・ヤード社によって建造されたが、帝国軍によって使われることはなかった。完成直前に、ズンジ大将軍の送り込んだ特殊部隊によって奪われてしまった。居合わせた他の帝国軍艦船は船の逃亡を阻止しようとしたが、「アイアン・フィスト」を中心とするズンジ大将軍の艦隊がそのハイパースペース・ジャンプを支援し成功させた。しかしズンジ大将軍にとって不幸なことに、特殊部隊の1人はスパイであった。スパイは船のシールド・ジェネレーターを破壊し、新共和国軍の艦隊に船の現在地を知らせるプログラムをコンピュータに埋め込む。それによって、実際の戦闘に参加する前に新共和国軍によって破壊される。
ナイト・ハンマー (Knight Hammer)
皇帝の後継者たちの無能ぶりをまのあたりにしたダーラ提督は、帝国の凋落に乗じて反逆を企てる将軍たちの多くを殺害し、残存する帝国軍を自己の傘下におさめる。殺害した将軍が秘密裏に建造した「ナイト・ハンマー」に乗り込み、ヤヴィン第4衛星にあるルーク・スカイウォーカーのジェダイ・アカデミーに無差別攻撃をしかけるが、破壊工作によって破壊される。
なお、この艦は建造当初「夜のハンマー (Night Hammer)」であったが、ダーラ提督により「騎士のハンマー」（英語表記は上記）と改名された。
インティミデイター (Intimidator)
帝国軍のブラック15として知られる造船施設で建造されていた「インティミデイター」はエンドアの戦いの8ヵ月後、ブラック15の放棄が決定されたため、駐留していた精鋭ブラック・ソード部隊に造船所からの速やかな撤退と艦船の破壊が命じられ、廃棄される運命であった。しかし、そこで強制労働させられていたエイリアンのイェヴェサ達は反乱を起こし、地上から撤退してきた帝国軍への大規模な虐殺を行う。そして反乱の首謀者であるニル＝スパーは艤装員長パレット中佐を処刑し、「インティミデイター」を掌握する。彼らは艦船の建造継続のために故郷クアノッチ星団に引き上げ、次の攻撃計画の立案を開始したのである。
そして12年後、イェヴェサの最高指導者となったスパーは、新たに自分たちの植民地を建設する場所を探し始め、クアノッチ星団にあるニュー・ブリギアとポルナイに対して「インティミデイター」改め、「プライド・オブ・イェヴェサ」艦隊の無慈悲な砲撃を加える。彼らは戦略的に需要となる鉱山やビジネス拠点を無傷のまま残し、他種族の住民たちを皆殺しにする。その後、新共和国の報復攻撃を受けた際に、捕虜となっていた元ブラック・ソード部隊のシル＝ソラナンを中心とした帝国軍兵士達が「プライド・オブ・イェヴェサ」を含むイェヴェサの戦艦数隻の制御を行い、艦隊を帝国の中枢惑星ヴィスに向けてワープする。ブラック・ソード部隊のスター・デストロイヤーには従属装置が装備されており、「インティミデイター」から制御を行え、全艦を操ることができたのである。この巨艦の逃走によってイェヴェサ軍は総崩れとなり、新共和国軍の前に敗北を喫する。ソラナンは「インティミデイター」の艦橋でスパーを捕らえたが、ただでは殺さず、ハイパースペース中に放出する。ハイパースペース中に放出された物体は理論的に2度とリアルスペースに戻ることができず、この行動によって、ソラナンは上官と同胞達の無念を晴らす。
リーパー (Reaper)
グランドモフ・アーダス・ケイン率いるペンスター連合の旗艦として使用されていたスーパー・スター・デストロイヤー。ダーラ提督の引退後、スローン大提督の副官であり、帝国軍最高司令官となったギラッド・ペレオンの旗艦として、新共和国のものとなったルサンキアと度々大艦同士の砲撃戦を交える。オリンダの戦いでは新共和国に大勝するも、翌年のセラノンの戦いで破壊される。
ガーディアン (Guardian)
帝国軍から新共和国が接収したスーパー・スター・デストロイヤー。後にユージャン・ヴォング戦争最後の戦いの一つとなったモン・カラマリの戦いに参加し活躍する。

### エクリプス級 (Eclipse-class Super Star Destroyer)
この艦はクローンとして蘇ったパルパティーン皇帝自らの手によって就航され、彼の命じた仕様が設計にも正確に反映されており、各種の凶悪な兵器が搭載され、精鋭の地上部隊も乗艦している。その中でももっとも邪悪な兵器がアクシャル・スーパーレーザーであり、これはデス・スターに搭載されたスーパーレーザーの約3分の2の威力を持つ。惑星そのものを破壊する事は出来ないが、惑星表面を焼き払う事なら容易である。
建造には何年もの期間が費やされており、最初の1隻である「エクリプス」の建造が着手された時期はホスの戦い後にまで遡る。皇帝はこの「エクリプス」と低機能型であるソヴェリン級スーパー・スター・デストロイヤーによる艦隊を構想していた。
この機種は非正史（レジェンズ）でのみ存在が確認されており、正史（カノン）では「エクリプス」はエグゼキューター級として登場している。
エクリプス (Eclipse)
復活した皇帝が旗艦としたエクリプス級スーパー・スター・デストロイヤー。全長は17,500m。ピナクル基地の戦いで皇帝の作り出したフォースの嵐の自爆により消滅する。

### マンデイターⅣ級シージ・ドレッドノート(Mandator-Ⅳ-Class Siege Dreadnought)
この艦は、リサージェント級スター・デストロイヤーやメガ級スーパー・スター・デストロイヤーと共にファースト・オーダー宇宙軍によって運用された。
全長は7,669.72m。艦底に2門備え付けられた軌道オートキャノンと艦の全幅に匹敵するほど横長な艦橋が特徴。またその巨体に見合うだけの大量の艦載機を有する。
『スター・ウォーズ/最後のジェダイ』の冒頭に登場。レジスタンスの部隊がディカーの基地から撤退する際、モーデン・キャナディ艦長の｢フルミナトリックス｣が参戦。オートキャノンを発射し、ディカーのレジスタンス基地に壊滅的な打撃を与えた。次いでレジスタンス艦隊の旗艦「ラダス」に照準を定めるが、小回りの利くポー・ダメロンのXウィングに甲板の砲台を全て破壊されて迎撃能力を失い、それでも艦載機のTIEファイター部隊が迎撃戦闘を展開するも最後にはレジスタンスの爆撃機によって破壊された。
映画の中ではレジスタンスにとって初見のはずながら、ポーが弱点を的確に攻撃すれば撃沈できるとの確信を抱いているかの様に描かれているが、ゲーム『バトルフロントII』のキャンペーンモードの「リザレクション」において、リサージェント級スター・デストロイヤー「レトリビューション」の艦内にてアイデン・ヴェルシオらが本級（劇中では「ファースト・オーダー・ドレッドノート」と呼ばれている）の設計図データを入手し、最終的にディカーから撤退中の時点でこれを受け取ったレイアが「すぐにコマンダー・ダメロン（ダメロン中佐）に渡します」と発言しており、ディカーの撤退戦の直前にレジスタンスがその詳細を把握していたことが描かれている。
後に『スター・ウォーズ/スカイウォーカーの夜明け』に登場したジストン級スター・デストロイヤーの試作艦であったことが明らかにされている。

### メガ級スター・ドレッドノート(Mega-class Star Dreadnaught)
ファースト・オーダー宇宙軍に所属するスター・ドレッドノート。全長約13,000m、全幅約60,000mとデス・スターを除けばスターウォーズで登場する艦船としては最大級の大きさを誇る。これまでのスター・デストロイヤーの様な前後に長い船体ではなく横に長い全翼機型(形状としては現実世界のB-2戦略爆撃機に近い)の形状をしている。レジスタンスをはじめとする敵対者はこの未知の巨艦を「スノークの寝室」と呼んでいた。
スノークは特定の惑星に首都を置くことを避けた為、この艦がファースト・オーダーの首都として機能していた。その巨大な船体にはおびただしい数のターボレーザー砲、ミサイル砲台、イオン砲が備え付けられており、戦艦としても圧倒的な力を持っていたが同時に司令センター、生産拠点としての役割も担っていた。艦内には居住区画、訓練センターの他、小惑星から原料を収集可能な採掘施設、研究所、最新兵器の生産施設と１つの惑星と同等の工業力を備えており、艦内のみで自給自足が可能な生産拠点となっている。リサージェント級スター・デストロイヤー6隻をドッキングすることができ、更に2隻を収容可能なスペースを備えて船内でリサージェント級を製造する事も可能であった。
スプレマシー(Supremacy)
ファースト・オーダーが所有する唯一のメガ級スター・ドレッドノート。最高指導者スノークをはじめ、カイロ･レンやアーミテイジ・ハックス将軍といった高官が乗る。
クレイト星系におけるレジスタンスへの追撃戦ではレジスタンス艦隊に大損害を与えたが、レジスタンスの旗艦｢ラダス｣の特攻によって周囲のリサージェント級スター・デストロイヤーもろとも破壊される。